# Різанина у самбірській тюрмі
Різанина у самбірській тюрмі — масове вбивство в'язнів Самбірської тюрми, вчинене співробітниками НКВД в останні дні червня 1941 року. Жертвами злочину стали від 500 до 700 в'язнів. Це була одна з багатьох тюремних розправ, вчинених НКВД після нападу Німеччини на СРСР.

## Передісторія
Самбір, передвоєнне повітове місто Львівського воєводства, з вересня 1939 року перебувало під радянською окупацією. Заарештованих НКВС ув'язнювали в камерах місцевої тюрми, яка знаходилася на вул. Дрогобицькій, в безпосередній близькості від будівлі довоєнного районного суду. Це була одна з чотирьох радянських тюрем, що діяли в Дрогобицькій області ; в офіційних документах іменувалося як «тюрма № 3». Функцію начальника в'язниці виконував офіцер Мільченко. Біля тюрми знаходився будинок довоєнної повітової управи, де після початку окупації розміщувалося місцеве управління НКВС.
На початку німецько-радянської війни приблизно 40 000–50 000 осіб утримувалося у в'язницях і центрах ув'язнення на східних кордонах. Радянська влада була рішуче налаштована не допустити їх звільнення німцями. 24 червня 1941 року нарком внутрішніх справ Лаврентій Берія видав наказ обласним управлінням НКДБ про розстріл усіх політв'язнів, які утримувалися в західних областях СРСР, евакуація яких у глиб країни була неможливою. Згідно з наказом Берії, розстрілу підлягали засуджені за «контрреволюційну діяльність», «антирадянську діяльність», саботаж і саботаж, а також політв'язні, які перебували під слідством.

## Хід розправи
Документи, знайдені в радянських архівах, свідчать, що чисельність ув'язнених Самбірської тюрми станом на 10 червня 1941 року становило 1310 осіб. Важко точно визначити, скільки в'язнів було в камерах, коли почалося німецьке вторгнення.
Ймовірно, ліквідація полонених почалася в перший день війни. Спочатку радянська влада намагалася надати розстрілам видимість законності. Для цього жертв викликали з камер групами по 5–10 осіб, а потім приводили до будівлі, де відбувався військовий суд. Після швидкого «суду» в'язнів відвели до підвалу в'язниці і там убили пострілом у потилицю. Тіла поміщали шарами в підвальні камери. Так розстрілювали в'язнів близько 4–5 днів. Деякі свідки стверджували, що половину населення забрали з камер.
25 чи 26 червня охоронці наказали в'язням спакувати особисті речі, а потім вивели їх на внутрішній двір. Ймовірно, це була прелюдія до запланованої евакуації. Проте тим часом до колонії на машині приїхав місцевий прокурор на прізвище Ступаков, який у різких словах наказав начальнику Мільченку продовжувати «знищувати ворога». Після відходу Ступакова в'язнів загнали назад у камери і поновили розстріли.

## Епілог
Через кілька днів після радянської евакуації із Самбора відбувся урочистий похорон жертв розстрілу. Тіла ідентифікованих жертв забрали їхні родини, інші тіла поховано в братській могилі на міському кладовищі.
Як і у випадку багатьох інших масових вбивств у в'язницях, провину за злочини НКВД покладали на єврейське населення, яке, відповідно до стереотипу " єврейської комуни ", цілком ототожнювалося з радянською системою та її політикою терору. 29 червня німецькі війська увійшли до Самбора. Тоді українські міліціонери змусили групу місцевих євреїв взяти участь у ексгумації тіл, знайдених у в'язниці. Протягом кількох днів роботи робітники зазнавали знущань і принижень, у тому числі змушені пити воду, в якій мили тіла жертв, і замикалися на ніч у кімнатах, заповнених розкладаними трупами. Напади на євреїв мали місце і після показових похоронів жертв тюремної різанини. Загалом внаслідок погрому загинуло приблизно 50 самбірських євреїв. Неясно, якою мірою ці акти насильства були спонтанними і яку роль у них відіграли німці.